# 乙酰水杨酸雌二醇
乙酰水杨酸雌二醇（英語：Estradiol acetylsalicylate），即3-乙酰水杨酸雌二醇，是一种合成雌激素和雌激素酯，具体而言是指雌二醇的3号碳的乙酰水杨酸（阿司匹林）酯。该药物于20世纪80年代末被描述，但从未上市。在狗中，乙酰水杨酸雌二醇的口服生物利用度比未修饰的雌二醇高17倍。然而，一个随后的研究发现，雌二醇和乙酰水杨酸雌二醇的口服生物利用度在大鼠中没有显着差异（分别为4.3％和4.2％），暗示该药物存在很大的物种差异。